# Valentina Smirnova
Valentina Víktorovna Smirnova –en ruso, Валентина Викторовна Смирнова– (1946) es una deportista soviética que compitió en ciclismo en la modalidad de pista. Ganó una medalla de plata en el Campeonato Mundial de Ciclismo en Pista de 1974, en la prueba de persecución individual.

## Medallero internacional
| Campeonato Mundial | Campeonato Mundial | Campeonato Mundial | Campeonato Mundial     |
| Año                | Lugar              | Medalla            | Competición            |
| ------------------ | ------------------ | ------------------ | ---------------------- |
| 1974               | Montreal ( Canadá) | Medalla de plata   | Persecución individual |